# Sospita statira
Sospita statira är en fjärilsart som beskrevs av William Chapman Hewitson 1861. Sospita statira ingår i släktet Sospita, och familjen juvelvingar. Inga underarter finns listade.